# Cuchifrito
Les cuchifritos (prononcé en espagnol : [kutʃiˈfɾitos]) ou cochifritos désignent divers aliments frits préparés principalement à base de porc dans les cuisines espagnole et portoricaine.

## Caractéristiques
En Espagne, les cuchifritos sont un plat typique de Ségovie en Castille. Le plat se compose de viande de porc frite dans de l'huile d'olive et de l'ail et il est servi chaud. À Porto Rico, ils comprennent une variété de plats dont la morcilla (boudin), les papas rellenas (boules de pommes de terre frites farcies de viande) et le chicharron (peau de porc frite), ainsi que d'autres parties du porc préparées de différentes manières. Certains plats de cuchifritos sont élaborés avec de la banane plantain comme ingrédient principal. Les vendeurs de cuchifritos servent aussi généralement des jus et des boissons comme le jus de fruit de la passion, d'ananas et de noix de coco, ainsi que de l'ajonjolí, une boisson à base de graines de sésame.

## Origine
Le terme désigne les petites parties frites d'un porc. On pense à tort qu'il tire son nom du mot cuchí, abréviation de cochino ou cochon et frito, qui décrit quelque chose qui est frit. L'étymologie du mot vient du participe des verbes cocer, « cuisiner » ou « bouillir » (latin coctum > cocho, d'où dérive l'élément cochi-) et freír, « frire » (-frito). Cuchifritos peut également désigner les restaurants qui servent ce type de nourriture. 